# 中北条村
中北条村（なかほうじょうそん）は、鳥取県東伯郡にあった村。現在の東伯郡北栄町の一部にあたる。

## 地理
倉吉平野の北部、天神川と北条川に挟まれた平地西麓に位置していた。
- 山岳：茶臼山[3]
- 海洋：日本海[3]

## 歴史
- 1889年（明治22年）10月1日、町村制の施行により、久米郡江北村、国坂村が合併して村制施行し、中北条村が発足[1][2]。旧村名を継承した江北、国坂の2大字を編成[2]。村役場を大字江北に設置[4]。
- 1896年（明治29年）4月1日、郡の統合により東伯郡に所属[2]。
- 1954年（昭和29年）6月1日、東伯郡下北条村と合併し、町制施行し北条町を新設して廃止された[1][2]。合併後、北条町大字江北・国坂となる[2]。

## 産業
- 農業[4]

## 教育
- 1873年（明治6年）江北学校開校[4]。1874年（明治7年）江北学校開校[3]。1889年（明治22年）江北学校、国坂学校を統合し中北条尋常小学校を開校[2]。1941年（昭和16年）中北条国民学校を経て1947年（昭和22年）中北条小学校に改称[2]。（参照：北栄町立北条小学校）

## 名所・旧跡
- 長瀬高浜遺跡[3]